# Jan Bartlema

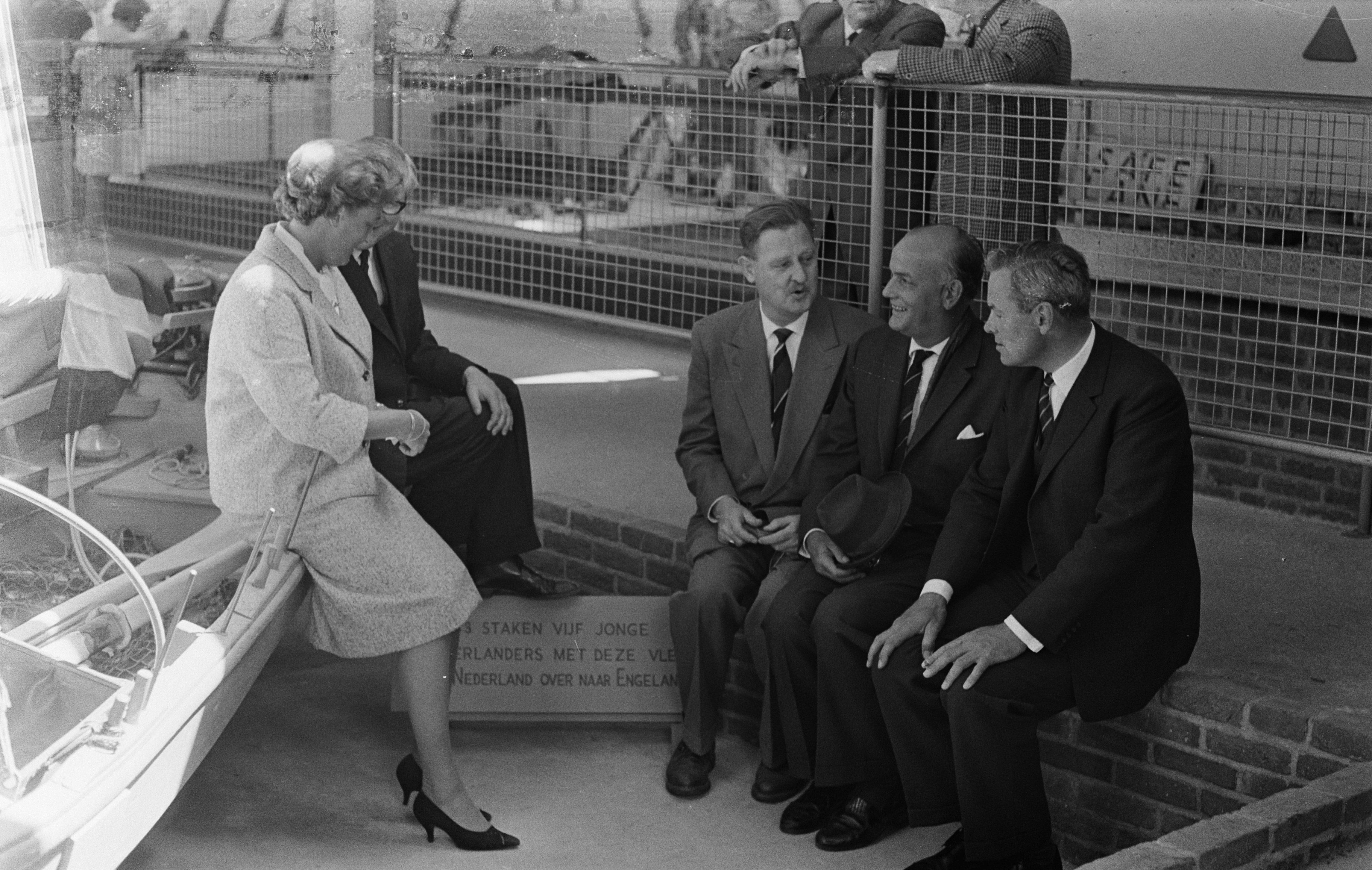
Op de rand van de vlet Yvette: Yvette Bartlema en Hein Kaars Sijpesteijn.
Daar tegenover v.l.n.r. Henning Meyer, Jan Bartlema en Hein Louwerse (1964)

Johannes Theodoor Lodewijk (Jan) Bartlema (Magelang, 5 september 1915 – Eleveld, 19 juli 1973) was een Nederlands roeier en Engelandvaarder.

## Student
Toen de Tweede Wereldoorlog uitbrak, studeerde Bartlema mijnbouwkunde aan de Technische Hogeschool Delft en woonde hij op de Oude Delft 52. Hij was lid van de Delftse roeivereniging LAGA en won onder meer:
- in 1938 de Varsity met C.T. de Iongh (slag), Pom Godefroy en J.H. Hummel (stuurman).[2]
- op 31 maart 1940 de Head of the River Amstel met de Oude Acht: J.H. Hummel, Hubert Herklots, P.H. Godefroy, H.G. Klinkert, P.T. Eckenhausen, G.A.C. le Poole, Nico Pfaff en Jan van Blerkom.[3]

## Engelandvaart

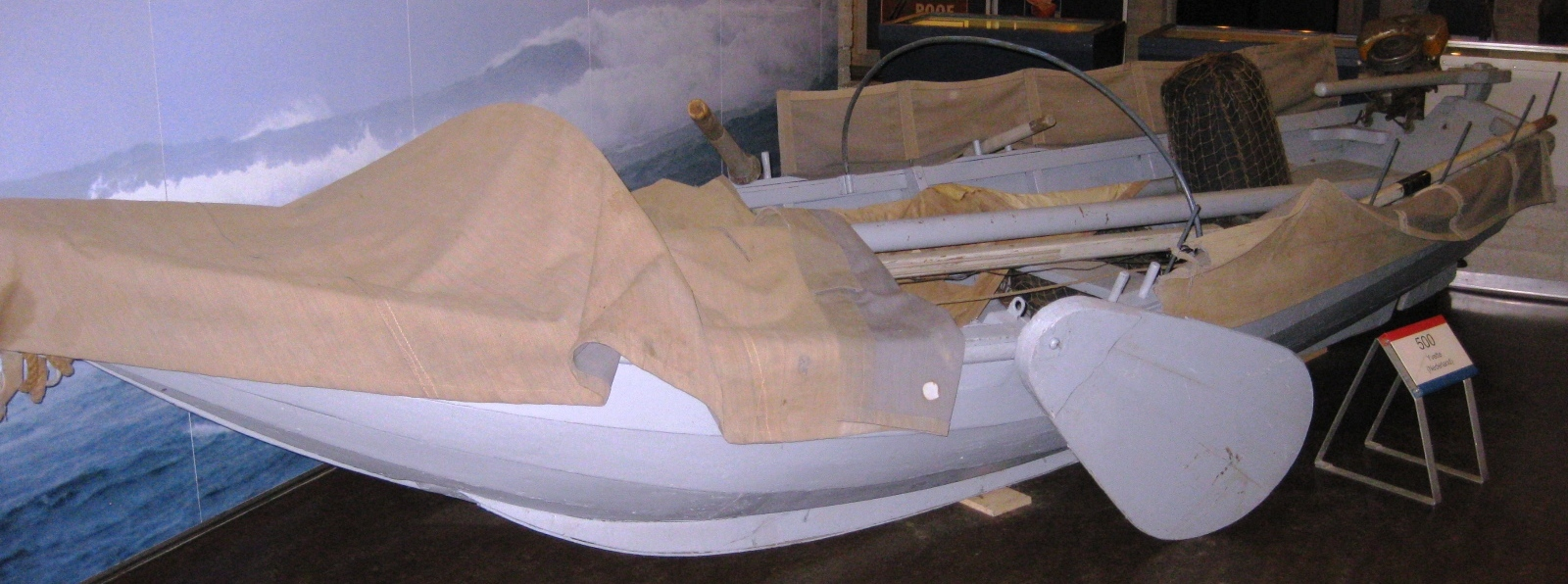
De Yvette in Oorlogsmuseum Overloon

Naarmate de oorlog langer duurde, groeiden de plannen om naar Engeland te gaan. Zijn vriend Henning Meyer vond in IJmuiden een vlet voor 600 gulden. Jans zuster woonde in een woonboot op de Loosdrechtse plassen, waar de vlet tijdelijk kon liggen. Pieter Barends, een zeilmaker uit Den Helder die geëvacueerd was en inmiddels in Krommenie woonde, maakte een stevige buiskap. Hein Louwerse regelde een 6 pk-motor en via de chef-expeditie van de linoleumfabriek in Krommenie kwam er ook nog een buitenboordmotor. Ze kochten 100 liter benzine op de zwarte markt en van LAGA kregen ze riemen. Alles was klaar om eind maart 1943 te vertrekken. Ze hadden ook de stromingen en zandbanken in de Brielse Maas bestudeerd, maar het weer was te slecht.
Eind april was het weer eindelijk rustig. Alles werd opgehaald, de motoren, benzine en riemen die bij LAGA lagen werden bij Bartlema's huis verzameld en toen met een bakfiets naar Krommenie gebracht. Het bootje, dat de Yvette werd genoemd naar Bartlema's vrouw, werd naar Kees Koole gebracht die het in de Nooit Volmaakt van de Schie naar de Brielse Maas bracht.   
Op donderdag 29 april vertrok het gezelschap, bestaande uit Jan en Yvette Bartlema, Hein Kaars Sijpesteijn, Hein Louwerse en Henning Meyer. Ze werden geholpen door Anton Tjeenk Willink. Terwijl de Nooit Volmaakt naar de Brielse Maas voer met de Yvette op sleeptouw en bij de laatste sluis door de Duitsers werd gecontroleerd, fietsten de Engelandvaarders naar een kreek bij Brielle, waar ze vervolgens de vlet van schipper Koole zouden overnemen. Zachtjes roeiden ze daarna weg. Toen ze op zee problemen met beide motoren kregen, moesten ze verder zeilen. Dat ging een paar uren redelijk totdat de wind ging liggen. Gelukkig waren er een paar getrainde roeiers aan boord. Toen de wind terugkwam, hesen ze het zeil weer en hadden de roeiers even rust. Midden in de nacht begon het zo hard te waaien dat het zeil weer binnengehaald werd. Van het zeil werd een drijfanker gemaakt. Stuurloos dobberden ze rond. Zondagochtend werd het weer rustig. Uiteindelijk bereikten ze de monding van de Theems, waar ze tussen enkele scheepswrakken door moesten varen. Toen ze een Engels konvooi zagen, streken ze het zeil en hesen ze een Nederlandse vlag. Ze werden opgepikt en in Sheerness aan wal gezet.    
Jan en Yvette Bartlema werden beiden naar Australië gestuurd. Bartlema kwam bij het KNIL, zijn vrouw kwam in dienst van de Nederlands-Indische regering. In 1944 kwam ze bij het vrouwenkorps van het KNIL. Na de oorlog kwam Bartlema in dienst van het departement van Verkeer en Waterstaat op Banka, waar zijn vrouw na haar demobilisatie ook heen kwam. In 1948 kwam hij in dienst van de BPM in Den Haag. Daarna werkte hij van 1967 tot zijn pensioen op 1 juli 1973 voor de NAM in Assen. Hij overleed onverwacht op 19 juli 1973. Zijn echtgenote Yvette Bartlema-Sanders overleed in 1981.
De "Yvette" is gerestaureerd en werd in 1964 overgedragen aan Oorlogsmuseum Overloon. Bartlema's kleindochter Eva Bartlema maakte vanuit Stellendam in april 2014 dezelfde overtocht in de Yvette II, samen met Inge Kaars Sijpestein, Coen Meurer (kleinzoon van Louwerse) en Epco Ongering en Tije Brandsma van de Vaarkrant.

## Onderscheiding
- Bronzen Kruis[10]